# Platanthera apalachicola
Platanthera apalachicola är en orkidéart som beskrevs av Paul Martin Brown och S.L.Stewart. Platanthera apalachicola ingår i släktet nattvioler, och familjen orkidéer. Inga underarter finns listade i Catalogue of Life.